# Inger Smits
Pour les articles homonymes, voir Smits.
Ne doit pas être confondu avec la handballeuse allemande Xenia Smits.
Inger Smits, née le 17 septembre 1994 à Geleen, est une joueuse internationale néerlandaise de handball, évoluant au poste d'arrière gauche. Elle est la sœur du handballeur international Kay Smits.

## Biographie
En décembre 2018, elle décroche une médaille de bronze lors du championnat d'Europe en remportant le match pour la troisième place face à la Roumanie.

## Palmarès

### En club
Compétitions internationales
- vainqueur ou finaliste de la Ligue des champions (C1) en 2024
- vainqueur de la Ligue européenne (C3) (1) : 2022

Compétitions nationales
- vainqueur du championne des Pays-Bas (2) : 2014 et 2015
- vainqueur de la coupe des Pays-Bas (2) : 2014 et 2015
- vainqueur du championnat d'Allemagne (3) : 2022, 2023, 2024
- vainqueur de la Coupe d'Allemagne (2) : 2022 et 2023
- vainqueur de la Supercoupe d'Allemagne (2) : 2021 et 2022

### En sélection
Championnat du monde
- vainqueur du Championnat du monde 2019

championnat d'Europe
- troisième du championnat d'Europe 2018